# Kathedraal van San Sebastian
De Kathedraal van San Sebastian (of: Kathedraal van de Goede Herder, Spaans: Catedral del Buen Pastor, Baskisch: Artzain Onaren katedrala) is de zetel van het bisdom San Sebastian, in het centrum van de stad San Sebastian in de autonome gemeenschap Baskenland. De kathedraal is gebouwd aan het einde van de 19e eeuw, tijdens de aanleg van de Ensanche Cortázar, in neogotische stijl. Sinds 1953 heeft de kerk de status van kathedraal. 

## Geschiedenis
Aan het einde van de 19e eeuw, om het hoofd te kunnen bieden aan de snelle bevolkingsgroei van de stad, wordt het gebied ten zuiden van de oude stad aangewezen voor een ambitieus uitbreidingsplan, de Ensanche Cortázar. In 1887 wijst het stadsbestuur een perceel aan in het midden van deze nieuw te bouwen wijk, als locatie voor een nieuwe kerk. Er wordt een wedstrijd uitgeschreven voor het ontwerp van de kerk, dat in 1888 gewonnen wordt door het plan van de Manuel Echave, een architect afkomstig uit de stad zelf. De kerk zou gewijd worden aan de Buen Pastor, de Goede Herder.  
In 1889 wordt in aanwezigheid van de koninklijke familie, die in de stad de zomer doorbrengt, de eerste steen gelegd. Koning Alfons XIII is op dat moment nog maar twee en een half jaar, en moet door zijn moeder, koningin regentes Maria Cristina aan de hand mee worden genomen om de officiële acte te tekenen. Het is de eerste acte die de jong koning zou tekenen. De bouw duurt 8 jaar, met inbegrip van twee jaren waarin de bouw stillag in verband met financiële tekorten. In 1897 wordt de kerk ingewijd door de bisschop van Vitoria, waar San Sebastian dan nog deel van uitmaakt, weer in aanwezigheid van de koninklijke familie die de zomer in de stad doorbrengt. Op dat moment is de toren nog niet af, die zou pas in 1899 afgerond worden naar een ontwerp van Ramón de Cortázar.
Op 1 januari 1950 wordt de kerk, van een simpele parochiekerk in het bisdom Vitoria, de kathedraal van het nieuw ingestelde bisdom San Sebastian, per pauselijke bul van 2 november 1949 die de provincies Biskaje en Gipuzkoa los maken van dat bisdom. Vanwege de grootsheid en het feit dat het een modern gebouw was, werd de iglesia del Buen Pastor verkozen tot kathedraal van het nieuwe bisdom. Hierop volgt een vier jaar durende verbouwing, waarbij onder andere het neogotische altaar wordt vervangen voor een soberder exemplaar en er een marmeren vloer wordt gelegd. Ook wordt er een beeld van de Goede Herder boven het altaar gehangen.

## Beschrijving
De architecten Manuel Echave en Ramón de Cortázar laten zich voor het neogotische ontwerp inspireren door Duitse gebedshuizen, en dan met name de dom van Keulen, wat goed terug te zien is aan de toren. De achthoekige rijk versierde torenspits wordt omgeven door pinakels, en is het bovenste gedeelte van de hoogste kerktoren in de provincie Gipuzkoa, 75 meter hoog. De rest van de kerk is ook rijk gedecoreerd met pinakels, luchtbogen en waterspuwers. De kerk is gebouwd van zandsteen afkomstig uit steengroeves op de heuvel Igeldo aan de rand van de stad. De gewelven zijn van tufsteen uit Álava en de dakpannen van leisteen uit de omgeving van Angers in Frankrijk. De ingang en de toren van de kerk liggen in een zichtlijn uitgelijnd met de ingang van de basiliek van de Heilige Maria van het Koor, de belangrijkste kerk in de oude stad. 
De kathedraal van de Goede Herder heeft een schip van 64 meter lang, met een hoogte van 25 meter. Het grondplan is een kruiskerk in de vorm van een latijns kruis, met een middenschip met twee zijbeuken, en een transept of dwarsbeuk. In tegenstelling tot de meeste andere kathedralen in de omgeving, heeft de kathedraal van San Sebastian geen kooromgang in de abside. De gebrandschilderde glas-in-loodvensters in het schip en de rosetvensters in de abside tonen geometrische figuren, terwijl de ruiten bij het altaar de apostelen tonen. 
Opmerkelijk zijn de retabels in de dwarsbeuken. Die in de zuidelijke dwarsbeuk verbeeldt de Onbevlekte Ontvangenis van Maria, die in het noorden het Heilige Hart.